# Saif ibn Sultan I.
Saif ibn Sultan I. (arabisch سيف بن سلطان الأول اليعربي, DMG Saif b. Sulṭān al-auwal al-Yaʿarubī; † 15. Oktober 1711) war Imam vom Oman von 1692 bis zu seinem Tode. Er entstammte der Dynastie der Yaruba. 
Saif ibn Sultan hatte schon unter seinem Bruder, dem Imam Bilʿarab ibn Sultan (1668–1692) die Herrschaft über weite Teile des Landes erringen können. Noch zu Lebzeiten von Bilʿarab setzte er seine Wahl zum Imam durch. In dem nun ausbrechenden Bürgerkrieg eroberte Saif 1692 die Festung von Jabrin und setzte Bilarab ibn Sultan ab. Unter Saif stieg Oman endgültig zu einer Seemacht im Indischen Ozean auf. 1698 wurden mit Mombasa, Pemba und Kilwa die wichtigsten portugiesischen Stützpunkte in Ostafrika erobert. Die Portugiesen konnten ihre Kolonien nur südlich des Kap Delgado im heutigen Mosambik behaupten.
Infolge dieser Eroberungen kam es zum Aufschwung des Handels mit Afrika, wobei Eisen und Waffen gegen Gold und vor allem Sklaven getauscht wurden. Den steigenden Wohlstand nutzte Saif zur Förderung der Landwirtschaft, indem er Bewässerungskanäle bauen oder erneuern ließ (siehe: Afladsch) und die Anpflanzung von Dattelpalmen begünstigte. Nachfolger wurde sein Sohn Sultan ibn Saif II. (1711–1718).